# Глухов, Владимир Семёнович
Влади́мир Семёнович Глу́хов (1813—1894) — русский физик-метролог.

## Биография
Родился 16 (28) февраля 1813 года в семье дворянина Нижегородской губернии, генерал-майора Семёна Алексеевича Глухова (?—1816) — директора Шосткинского порохового завода (1815—1816).
В 1832 году окончил Институт Корпуса инженеров путей сообщения в Петербурге, где затем более 30 лет преподавал математику, физику, физическую географию и высшую геодезию. Также он преподавал в Корпусе горных инженеров, Горном институте и во Втором кадетском корпусе. 
В 1840-х годах он возглавлял Комиссию по устройству в России электромагнитного телеграфа, по его настоянию в России была принята азбука Морзе. 
В 1860-х годах работал в Департаменте неокладных сборов, возглавлял экспедицию для поверки ввозимых в Россию спиртометров Траллеса. Был произведён в генерал-майоры 19 апреля 1864 года.
С 1865 по 1892 годы был бессменным учёным хранителем Депо образцовых мер и весов. Разработал программу развития отечественной метрологии и поверочного дела. Инициатор создания в 1869 году правительственной комиссии для преобразования Депо образцовых мер и весов. В. С. Глухов определил функции Депо как государственного поверочного органа, в ведении которого должны находиться все измерительные приборы, используемые для поверки мер и весов. Проект закона о мерах и весах предусматривал применение в качестве основной единицы длины — аршина, вместо сажени, а также более точное определение основной единицы массы — фунта. Предполагалось возобновление прототипов (эталонов) длины и массы и факультативное применение в России метрической системы мер наряду с русской системой.
Он произвёл сличение различных мер длины и массы, организовал первые в России метрологические работы по термометрии и способствовал усовершенствованию оборудования Депо образцовых мер и весов.
Многие идеи В. С. Глухова получили дальнейшее развитие и были осуществлены Д. И. Менделеевым в Главной палате мер и весов.
С 9 июня 1880 года состоял в чине тайного советника.
Умер 12 (24) февраля 1894 года; похоронен в Санкт-Петербурге на Митрофаниевском кладбище.
Им была составлена, совместно с П. И. Собко, «Памятная книжка для инженеров и архитекторов, или Собрание таблиц, правил и формул, относящихся к математике, физике, геодезии, строительному искусству и практической механике» (Ч. 1: Чистый математический анализ, общая геометрия, общая механика, физика. — СПб.: тип. Д. Кесневиля и К°, 1854. — [6], LXIV, 671 с.), а также «Описание способов точных взвешиваний для поверки образцовых весовых гирь и проч. в Депо образцовых мер и весов» (СПб.: тип. Имп. Акад. наук, 1878. — IV, [2], 249 с., 4 л. черт.).

## Награды
Имел высшие ордена Св. Станислава 1-й ст. (1870), Св. Анны 1-й ст. (1889) и Св. Владимира 3-й ст. (1867). 

## Источник
- Александрович Е. Глухов, Владимир Семенович // Русский биографический словарь : в 25 томах. — СПб.—М., 1896—1918.